# Liste der Johannes-Nepomuk-Darstellungen im Bezirk Sankt Pölten-Land
Der 1729 heiliggesprochene Johannes Nepomuk gilt nach Maria und Josef als der am dritthäufigsten dargestellte Heilige in Österreich. An zahlreichen Standorten gibt es Johannes-Nepomuk-Darstellungen im niederösterreichischen Bezirk Sankt Pölten-Land.
Erst nach Böhmen, aber noch vor dessen Selig- oder Heiligsprechung, setzte in Niederösterreich jene Verehrung Johannes Nepomuks ein, die sich in Form von Statuen und Bildern dokumentiert. Gemessen an der großen Zahl plastischer und bildhafter Darstellungen ist die Zahl der Johannes Nepomuk geweihten Kirchen im Bezirk Sankt Pölten-Land allerdings verschwindend gering.

## Standorte
| Foto |                 | Objekt                                                    | Standort                            | Künstler         | Baujahr | Beschreibung |
| ---- | --------------- | --------------------------------------------------------- | ----------------------------------- | ---------------- | ------- | --- |
| ja   | Datei hochladen | Statue Johannes Nepomuk HERIS-ID: 31968 Objekt-ID: 29000  | Altlengbach ·                       |                  |         | Zwischen der Pfarrkirche von Altlengbach und dem Pfarrhof steht eine Statue Johannes Nepomuks aus der Mitte des 18. Jahrhunderts. Die Statue steht unter Denkmalschutz. |
|      | Datei hochladen | Statue Johannes Nepomuk                                   | Asperhofen                          | Josef Adam Mölck | 1790    | Im Pfarramt von Asperhofen befindet sich ein von Josef Adam Mölck 1790 geschaffenes Ölgemälde von Johannes Nepomuk. |
| ja   | Datei hochladen | Statue Johannes Nepomuk HERIS-ID: 31980 Objekt-ID: 29013  | Asperhofen ·                        |                  | 1733    | Bei der Brücke über die Große Tulln im Nordteil von Asperhofen steht eine Johannes-Nepomuk-Kapelle aus dem Anfang des 19. Jahrhunderts. Darin steht eine Statue Johannes Nepomuks, die mit 1733 datiert ist. Die Kapelle steht unter Denkmalschutz. |
| ja   | Datei hochladen | Statue Johannes Nepomuk HERIS-ID: 32096 Objekt-ID: 29153  | Böheimkirchen ·                     |                  |         | Im Langhaus der Pfarrkirche Böheimkirchen stehen zwei Darstellungen der heiligen Franz Xaver und Johannes Nepomuk vom Anfang des 18. Jahrhunderts. Ursprünglich dienten sie als Altarfiguren. |
| ja   | Datei hochladen | Statue Johannes Nepomuk HERIS-ID: 32044 Objekt-ID: 29092  | Böheimkirchen ·                     |                  | 1729    | Bei der Brücke über den Michelbach in Böheimkirchen steht eine Statue Johannes Nepomuks. Zusätzlich trägt sie ein Relief des Brückensturzes, eine Inschrift mit den Chronogrammen 1729 und 1732 sowie eine Stifterinschrift. |
| ja   | Datei hochladen | Statue Johannes Nepomuk HERIS-ID: 32462 Objekt-ID: 29569  | Brand-Laaben ·                      |                  |         | In einer Wegkapelle an der Nordseite des Friedhofs von Brand-Laaben steht eine Statue Johannes Nepomuks vom Ende des 18. Jahrhunderts. |
| ja   | Datei hochladen | Statue Johannes Nepomuk HERIS-ID: 32449 Objekt-ID: 29556  | Brand-Laaben ·                      |                  |         | In einer Wegkapelle an der Hauptstraße von Laaben steht eine Statue Johannes Nepomuks aus dem 18. Jahrhundert. |
| ja   | Datei hochladen | Statue Johannes Nepomuk                                   | Feilendorf ·                        |                  |         | In Feilendorf befindet sich eine Wegkapelle mit einer Statue Johannes Nepomuks vom Ende des 19. Jahrhunderts. |
| ja   | Datei hochladen | Statue Johannes Nepomuk HERIS-ID: 32165 Objekt-ID: 29228  | Frankenfels ·                       |                  | 1709    | Beim Eingang zum Friedhof von Frankenfels steht eine Statue Johannes Nepomuks. Datiert ist sie mit 1709. Ursprünglich stand sie beim Annakreuz in der Weißenburggegend. |
|      | Datei hochladen | Statue Johannes Nepomuk                                   | Franzhausen                         |                  |         | In der Kirche von Franzhausen befindet sich eine Statue Johannes Nepomuks aus der zweiten Hälfte des 18. Jahrhunderts. |
| ja   | Datei hochladen | Statue Johannes Nepomuk HERIS-ID: 8257 Objekt-ID: 4206    | Gablitz ·                           |                  | 1759    | An der Kreuzung Hauptstraße / Linzer Straße steht eine Statue Johannes Nepomuks mit Inschriften und einem Chronogramm aus dem Jahr 1759. |
| ja   | Datei hochladen | Statue Johannes Nepomuk                                   | Gablitz ·                           |                  |         | Beim Haus Bachgasse 5 in Gablitz steht eine Statue Johannes Nepomuks. Laut einer Tafel wurde die Statue am 5. Mai 1724 gespendet, während der NS-Zeit in Österreich zerstört und nach Kriegsende aus Kriegsgerät wiedererrichtet. 1990 wurde die Statue restauriert. |
| ja   | Datei hochladen | Statue Johannes Nepomuk HERIS-ID: 32142 Objekt-ID: 29204  | Gerersdorf ·                        |                  | 1836    | Auf dem Hochaltar der Pfarrkirche Gerersdorf befinden sich zwei aus dem Jahr 1836 stammende Statuen der Heiligen Johannes Cantius und Johannes Nepomuk. |
| ja   | Datei hochladen | Statue Johannes Nepomuk                                   | Goldegg ·                           |                  |         | An der Zufahrt zum Schloss von Goldegg steht eine Statue Johannes Nepomuks aus der Mitte des 18. Jahrhunderts. |
| ja   | Datei hochladen | Statue Johannes Nepomuk HERIS-ID: 60921 Objekt-ID: 73306  | Gutenbrunn ·                        |                  | 1726    | In einer 1775 errichteten Johannes-Nepomuk-Kapelle in der Ortsmitte von Gutenbrunn befindet sich eine mit 1726 datierte Statue Johannes Nepomuks. Ein Relief zeigt einen Putto, der auf einer Brücke sitzt, ein Buch hält und den Schweigegestus macht. |
| ja   | Datei hochladen | Statue Johannes Nepomuk HERIS-ID: 61218 Objekt-ID: 73629  | Haselbach ·                         |                  |         | In der Filialkirche Perschling-Haselbach befindet sich eine Statue Johannes Nepomuks aus der Mitte des 18. Jahrhunderts. |
|      | Datei hochladen | Statue Johannes Nepomuk                                   | Haunoldstein                        |                  |         | Auf dem rechten Wandpfeiler der Pfarrkirche von Haunoldstein befindet sich eine Darstellung Johannes Nepomuks aus der zweiten Hälfte des 18. Jahrhunderts als Konsolfigur. |
| ja   | Datei hochladen | Statue Johannes Nepomuk HERIS-ID: 49881 Objekt-ID: 54184  | Heiligenkreuz-Gutenbrunn ·          |                  |         | Auf dem Wendelin-Altar der Pfarr- und Wallfahrtskirche von Heiligenkreuz / Gutenbrunn befinden sich Altarplastiken der heiligen Karl Borromäus und Johannes Nepomuks. |
|      | Datei hochladen | Statue Johannes Nepomuk                                   | Herzogenburg                        |                  |         | Bei der nach Norden führenden Straße steht eine Statue Johannes Nepomuks aus der ersten Hälfte des 18. Jahrhunderts. |
| ja   | Datei hochladen | Statue Johannes Nepomuk HERIS-ID: 60886 Objekt-ID: 73268  | Herzogenburg ·                      |                  |         | Auf der Traisenbrücke in Herzogenburg steht eine Statue Johannes Nepomuks aus dem ersten Viertel des 18. Jahrhunderts. |
| ja   | Datei hochladen | Statue Johannes Nepomuk HERIS-ID: 49821 Objekt-ID: 54010  | Hofstetten-Grünau ·                 |                  |         | In der Pfarrkirche von Hofstetten-Grünau befindet sich eine Figur Johannes Nepomuks aus dem zweiten Viertel des 18. Jahrhunderts. |
| ja   | Datei hochladen | Reliefs Johannes Nepomuk                                  | Hofstetten-Grünau ·                 | Josef Kaiser     | 1979    | An der Kreuzung Pfarrstraße / Konvalinastraße in Hofstetten-Grünau befindet sich ein gemauerter Bildstock mit Reliefs von Josef Kaiser aus dem Jahr 1979, die das Leben des hl. Johannes Nepomuk darstellen. |
| ja   | Datei hochladen | Statue Johannes Nepomuk HERIS-ID: 32326 Objekt-ID: 29403  | Karlstetten ·                       |                  |         | In der Pfarrkirche von Karlstetten befinden sich eine Statue des Heiligen und auf dem linken Seitenaltar ein Johann Martin Schmidt zugeschriebenes und 1799 entstandenes Ovalbild Johannes Nepomuks. |
| ja   | Datei hochladen | Statue Johannes Nepomuk HERIS-ID: 59356 Objekt-ID: 70607  | Kirchberg an der Pielach ·          |                  |         | In Kirchberg an der Pielach steht an der Kreuzung Schloßstraße / St. Pöltner Straße eine Figurengruppe mit Darstellungen von Johannes Nepomuk und Schergen aus der Mitte des 18. Jahrhunderts. |
|      | Datei hochladen | Statue Johannes Nepomuk                                   | Kirchstetten                        |                  |         | In der Filialkirche von Kirchstetten befindet sich ein Glasfenster mit Darstellung der heiligen Leopold und Johannes Nepomuk. |
| ja   | Datei hochladen | Statue Johannes Nepomuk HERIS-ID: 61153 Objekt-ID: 73563  | Landersdorf ·                       |                  |         | Nördlich des Schlosses von Landersdorf befindet sich eine Wegkapelle mit einer Statue Johannes Nepomuks aus der Mitte des 18. Jahrhunderts. |
| ja   | Datei hochladen | Statue Johannes Nepomuk                                   | Mainburg ·                          |                  |         | Beim Zugang zur Fabrikantenvilla neben der Pielachbrücke in Maiburg steht die 1911 gestiftete "Piwonka-Kapelle", eine neogotische Wegkapelle mit einer Statue Johannes Nepomuks von Josef Schagerl sen. |
| ja   | Datei hochladen | Statue Johannes Nepomuk                                   | Maria Anzbach ·                     |                  |         | Am westlichen Ortsende von Maria Anzbach steht eine 1726 errichtete und Johannes Nepomuk geweihte Kapelle mit einer Statue des Heiligen aus dem zweiten Viertel des 18. Jahrhunderts. |
| ja   | Datei hochladen | Statue Johannes Nepomuk HERIS-ID: 32123 Objekt-ID: 29183  | Maria Jeutendorf ·                  |                  |         | Auf dem linken Seitenaltar der Pfarr- und Wallfahrtskirche von Maria Jeutendorf befinden sich Statuen von Johannes Evangelist, Johannes der Täufer und Johannes Nepomuk aus der Zeit um 1726 oder 1727. Als möglicher Schöpfer dieser Darstellungen wird der so genannte Langegger Meister Josef M. Hilber genannt. Unter der Mensa befindet sich ein Glasschrein mit einer weiteren Figur Johannes Nepomuks. |
| ja   | Datei hochladen | Statue Johannes Nepomuk                                   | Maria Jeutendorf ·                  |                  | 1723    | Im Park von Schloss Jeutendorf steht eine aus dem Jahr 1723 stammende Statue Johannes Nepomuks. |
| ja   | Datei hochladen | Statue Johannes Nepomuk HERIS-ID: 60944 Objekt-ID: 73331  | Markersdorf an der Pielach ·        |                  |         | Auf dem Marienaltar der Pfarrkirche von Markersdorf an der Pielach befindet sich eine Statue Johannes Nepomuks aus der zweiten Hälfte des 18. Jahrhunderts. |
|      | Datei hochladen | Statue Johannes Nepomuk                                   | Mauerbach                           |                  |         | Bei der Pfarrkirche von Mauerbach, der ehemaligen Pfortenkirche der Kartause Mauerbach, steht eine Statue Johannes Nepomuks aus dem dritten Viertel des 18. Jahrhunderts. |
| ja   | Datei hochladen | Statue Johannes Nepomuk HERIS-ID: 8462 Objekt-ID: 4416    | Mauerbach ·                         |                  | 1722    | Im Zentrum der Kreuzung Hauptstraße / Allhangstraße in Mauerbach steht eine Johannes-Nepomuk-Kapelle mit einer aus dem Jahr 1772 stammenden Statue des Heiligen mit einer Putte mit Schweigegestus und einem Relief des Brückensturzes. |
| ja   | Datei hochladen | Statue Johannes Nepomuk HERIS-ID: 34555 Objekt-ID: 32888  | Mitterau ·                          |                  | 1727    | Südlich des Schlosses von Mitterau steht an der Bundesstraße eine Statue Johannes Nepomuks mit einem Relief des Brückensturzes. Datiert ist die Statue mit 1727. |
|      | Datei hochladen | Statue Johannes Nepomuk                                   | Murstetten                          |                  |         | In der Triumphbogenlaibung der Pfarrkirche von Murstetten befindet sich eine Statue Johannes Nepomuks aus der zweiten Hälfte des 18. Jahrhunderts. |
| ja   | Datei hochladen | Statue Johannes Nepomuk HERIS-ID: 61210 Objekt-ID: 73620  | Murstetten ·                        |                  |         | An der Friedhofsmauer von Murstetten befinden Statuen der heiligen Antonius von Padua und Johannes Nepomuk aus der Mitte des 18. Jahrhunderts. |
| ja   | Datei hochladen | Statue Johannes Nepomuk                                   | Neulengbach ·                       |                  |         | In der Danklmannallee von Neulengbach steht eine Wegkapelle aus der Zeit um 1700 mit einer Statue Johannes Nepomuks aus dem Ende des 19. Jahrhunderts. |
|      | Datei hochladen | Statue Johannes Nepomuk                                   | Nußdorf ob der Traisen              |                  |         | Am Mittelschiffpfeiler der Pfarrkirche von Nußdorf ob der Traisen befindet sich eine Figur Johannes Nepomuks aus dem zweiten Viertel des 18. Jahrhunderts. |
|      | Datei hochladen | Statue Johannes Nepomuk                                   | Ober-Grafendorf                     |                  |         | Am linken hinteren Mittelschiffpfeiler der Pfarrkirche von Ober-Grafendorf befindet sich eine Darstellung Johannes Nepomuks aus der Mitte des 18. Jahrhunderts. Sie wird der Werkstatt von Peter Widerin zugeschrieben. |
| ja   | Datei hochladen | Nischenfigur Johannes Nepomuk                             | Oberwölbling ·                      |                  |         | Auf der Freitreppe der Pfarrkirche von Oberwölbling befinden sich Statuen der heiligen Florian, Josef und Johannes Nepomuk. |
| ja   | Datei hochladen | Statue Johannes Nepomuk HERIS-ID: 50351 Objekt-ID: 55230  | Oberwölbling ·                      |                  |         | In der Pfarrkirche von Oberwölbling befindet sich eine Figur Johannes Nepomuks aus der Mitte des 18. Jahrhunderts. |
| ja   | Datei hochladen | Statue Johannes Nepomuk HERIS-ID: 50352 Objekt-ID: 55232  | Obritzberg ·                        |                  |         | In der Pfarrkirche Obritzberg befindet sich eine Statue Johannes Nepomuks aus der ersten Hälfte des 18. Jahrhunderts. |
|      | Datei hochladen | Statue Johannes Nepomuk                                   | Ollersbach                          |                  |         | In der Pfarrkirche von Ollersbach befindet sich eine Marmornische mit einer Figur Johannes Nepomuks von Martin Johann Fischer. |
|      | Datei hochladen | Statue Johannes Nepomuk                                   | Pressbaum                           |                  |         | In der Trauungskapelle der Pfarrkirche von Pressbaum befindet sich ein Glasfenster mit einer Darstellung Johannes Nepomuks und in der Marienkapelle ein aus den Jahren 1735 oder 1736 stammendes Bild des Heiligen. |
|      | Datei hochladen | Statue Johannes Nepomuk                                   | Pressbaum                           |                  |         | In der Hauptstraße von Pressbaum steht eine Statue Johannes Nepomuks aus der Zeit um 1835 oder 1885. |
| ja   | Datei hochladen | Statue Johannes Nepomuk HERIS-ID: 6415 Objekt-ID: 2292    | Purkersdorf ·                       |                  |         | Vor dem Friedhof von Purkersdorf steht eine Wegkapelle mit einer Holzstatue Johannes Nepomuks aus dem Ende des 18. Jahrhunderts. |
| ja   | Datei hochladen | Statue Johannes Nepomuk HERIS-ID: 11212 Objekt-ID: 7290   | Purkersdorf ·                       |                  |         | Bei der sogenannten Stadlmühle von Purkersdorf steht eine Statue Johannes Nepomuks aus der Mitte des 18. Jahrhunderts. |
| ja   | Datei hochladen | Statue Johannes Nepomuk HERIS-ID: 32561 Objekt-ID: 29677  | Pyhra ·                             |                  |         | Am Triumphbogen der Pfarrkirche von Pyhra befindet sich eine Figur Johannes Nepomuks. |
| ja   | Datei hochladen | Statue Johannes Nepomuk HERIS-ID: 50935 Objekt-ID: 56454  | Rabenstein an der Pielach ·         |                  |         | An der Orgelchor-Brüstung der Pfarrkirche von Rabenstein an der Pielach befindet sich eine Statue Johannes Nepomuks. |
| ja   | Datei hochladen | Statue Johannes Nepomuk                                   | Rabenstein an der Pielach ·         |                  |         | Am nördlichen Ufer der Pielach steht in Rabenstein an der Pielach eine Statue aus der ersten Hälfte des 18. Jahrhunderts. |
| ja   | Datei hochladen | Gemälde Johannes Nepomuk HERIS-ID: 60508 Objekt-ID: 72821 | Reichersdorf ·                      |                  |         | In der Kirche von Reichersdorf befindet sich ein Gemälde Johannes Nepomuks aus der ersten Hälfte des 18. Jahrhunderts. |
| ja   | Datei hochladen | Statue Johannes Nepomuk                                   | Salau ·                             |                  |         | Bei der Mauer von Schloss Salau steht eine Statue Johannes Nepomuks. |
| ja   | Datei hochladen | Gemälde Johannes Nepomuk HERIS-ID: 50615 Objekt-ID: 55744 | Sankt Andrä an der Traisen ·        |                  |         | Auf dem rechten Seitenaltar der Pfarrkirche von Sankt Andrä an der Traisen, dem Johannes-Nepomuk-Altar, befindet sich ein Bild mit der Darstellung der Aufnahme Johannes Nepomuks in den Himmel aus dem 18. Jahrhundert. |
| ja   | Datei hochladen | Statue Johannes Nepomuk HERIS-ID: 60910 Objekt-ID: 73295  | Sankt Andrä an der Traisen ·        |                  |         | Im Ortszentrum von Sankt Andrä an der Traisen steht eine Statue Johannes Nepomuks aus dem ersten Viertel des 18. Jahrhunderts. |
| ja   | Datei hochladen | Gemälde Johannes Nepomuk HERIS-ID: 50632 Objekt-ID: 55774 | Sankt Margarethen an der Sierning · | Johann Kirschner | 1788    | In der Pfarrkirche von Sankt Margarethen an der Sierning befindet sich das Bildnis Johannes Nepomuk vor der Madonna aus dem Jahr 1788. Bezeichnet ist es mit Johann Kirschner. ¶¶ |
| ja   | Datei hochladen | Statue Johannes Nepomuk                                   | Sankt Margarethen an der Sierning · |                  |         | In der Ecknische des Hauses Hauptstraße 7 in Sankt Margarethen an der Sierning steht eine Statue des hl. Johannes Nepomuk. |
| ja   | Datei hochladen | Statue Johannes Nepomuk HERIS-ID: 60956 Objekt-ID: 73343  | Schwarzenbach an der Pielach ·      |                  |         | Bei der Brücke über die Pielach in Schwarzenbach an der Pielach befindet sich nahe der dortigen Ölbergkapelle eine Statue Johannes Nepomuks aus der zweiten Hälfte des 18. Jahrhunderts. |
| BW   | Datei hochladen | Statue Johannes Nepomuk                                   | Stössing ·                          |                  |         | In der Pfarrkirche von Stössing befindet sich eine Statue Johannes Nepomuks aus der ersten Hälfte des 18. Jahrhunderts. |
| ja   | Datei hochladen | Statue Johannes Nepomuk HERIS-ID: 61337 Objekt-ID: 73750  | Stollhofen ·                        |                  | 1731    | Auf dem Nasenberg südlich von Stollhofen steht eine Statue Johannes Nepomuks aus dem Jahr 1731. |
|      | Datei hochladen | Statue Johannes Nepomuk                                   | Thalheim                            |                  |         | Die früher Johannes Nepomuk geweihte Kapelle von Thalheim wird Jakob Prandtauer zugeschrieben. |
|      | Datei hochladen | Statue Johannes Nepomuk                                   | Totzenbach                          |                  |         | Auf dem rechten Seitenaltar der Pfarrkirche von Totzenbach befindet sich eine Statue Johannes Nepomuks aus der Mitte des 18. Jahrhunderts. |
| ja   | Datei hochladen | Statue Johannes Nepomuk HERIS-ID: 61243 Objekt-ID: 73655  | Traismauer ·                        |                  |         | Auf dem Hauptplatz von Traismauer steht eine Statue Johannes Nepomuks aus dem ersten Viertel des 18. Jahrhunderts. |
| ja   | Datei hochladen | Statue Johannes Nepomuk HERIS-ID: 61265 Objekt-ID: 73677  | Traismauer ·                        |                  | 1718    | Auf dem Gartenring von Traismauer steht eine 1867 erbaute Wegkapelle mit einer Statue Johannes Nepomuks aus dem Jahr 1718. |
| ja   | Datei hochladen | Statue Johannes Nepomuk HERIS-ID: 61279 Objekt-ID: 73692  | Traismauer ·                        |                  |         | Bei der Abzweigung Venusberger Straße / Tobel steht eine 1713 errichtete Wegkapelle mit einer Johannes-Nepomuk-Statue aus der ersten Hälfte des 18. Jahrhunderts. |
|      | Datei hochladen | Statue Johannes Nepomuk                                   | Untergrafendorf                     |                  |         | Westlich des Mühlbaches von Untergrafendorf steht ein Johannes Nepomuk gewidmeter Bildstock aus der ersten Hälfte des 18. Jahrhunderts. |
| ja   | Datei hochladen | Statue Johannes Nepomuk HERIS-ID: 61150 Objekt-ID: 73560  | Unterwölbling ·                     |                  |         | In der Kirche von Unterwölbling befindet sich an der rechten Seitenwand eine Statue Johannes Nepomuks aus der Mitte des 18. Jahrhunderts. |
|      | Datei hochladen | Statue Johannes Nepomuk                                   | Wagram ob der Traisen               |                  |         | In der Wiener Straße in Wagram ob der Traisen steht eine Statue Johannes Nepomuks. |
|      | Datei hochladen | Statue Johannes Nepomuk                                   | Wagram ob der Traisen               |                  |         | In der Ortskapelle von Wagram ob der Traisen befindet sich eine Statue Johannes Nepomuks aus der Zeit um 1700. |
|      | Datei hochladen | Statue Johannes Nepomuk                                   | Wagram ob der Traisen               |                  |         | Im Garten von Schloss Wagram ob der Traisen steht eine Statuette Johannes Nepomuks aus dem ersten Viertel des 18. Jahrhunderts. |
|      | Datei hochladen | Statue Johannes Nepomuk                                   | Wagram ob der Traisen               |                  |         | Im Hof eines Hauses in Würblmühle befindet sich eine Statuette Johannes Nepomuks aus dem 18. Jahrhundert. |
| ja   | Datei hochladen | Statue Johannes Nepomuk HERIS-ID: 61384 Objekt-ID: 73797  | Wagram ob der Traisen ·             |                  |         | In der Wagramer Straße gegenüber von Schloss Wagram ob der Traisen steht eine Statue Johannes Nepomuks aus der ersten Hälfte des 18. Jahrhunderts. |
| ja   | Datei hochladen | Statue Johannes Nepomuk HERIS-ID: 32545 Objekt-ID: 29661  | Wald ·                              |                  |         | An der Perschlingbachstraße in Wald steht eine Statue Johannes Nepomuks aus der zweiten Hälfte des 18. Jahrhunderts. |
| ja   | Datei hochladen | Statue Johannes Nepomuk HERIS-ID: 32215 Objekt-ID: 29284  | Walpersdorf ·                       |                  | 1723    | Zwischen Schloss Walpersdorf und dem Wirtschaftsgebäude steht eine Statue Johannes Nepomuks aus dem Jahr 1723. |
| ja   | Datei hochladen | Statue Johannes Nepomuk HERIS-ID: 60887 Objekt-ID: 73270  | Walpersdorf ·                       |                  |         | Östlich von Walpersdorf steht eine Statue Johannes Nepomuks aus der Mitte des 18. Jahrhunderts. |
| ja   | Datei hochladen | Skulptur Johannes Nepomuk                                 | Weinburg ·                          | Robert Marschall | 1993–94 | |
| BW   | Datei hochladen | Statue Johannes Nepomuk                                   | Wielandsthal ·                      |                  |         | Auf dem Altar der Ortskapelle von Wielandsthal befindet sich eine Darstellung Johannes Nepomuks aus dem Ende des 19. Jahrhunderts als Seitenfigur. |
| ja   | Datei hochladen | Statue Johannes Nepomuk HERIS-ID: 50872 Objekt-ID: 56316  | Wilhelmsburg ·                      |                  |         | Neben dem Eingang zur Pfarrkirche von Wilhelmsburg steht eine Statue Johannes Nepomuks aus der ersten Hälfte des 18. Jahrhunderts. |
| ja   | Datei hochladen | Statue Johannes Nepomuk                                   | Wimpassing an der Pielach ·         |                  |         | Bei der Brücke über die Pielach in Wimpassing steht eine aus der Burgkapelle Hohenegg stammende Statue Johannes Nepomuks aus der Mitte des 18. Jahrhunderts. |
|      | Datei hochladen | Glasfenster Johannes Nepomuk                              | Wolfsgraben                         |                  | 1907    | In der Pfarrkirche von Wolfsgraben befindet sich ein Glasfenster mit einer Darstellung Johannes Nepomuks aus dem Jahr 1907. |
| ja   | Datei hochladen | Statue Johannes Nepomuk                                   | Zagging ·                           |                  |         | Beim südlichen Ortseingang von Zagging steht eine aus dem ersten Viertel des 18. Jahrhunderts stammende Statue Johannes Nepomuks mit einem Relief des Brückensturzes. |